# 厄爾氏擬雀鯛
厄爾氏擬雀鯛（學名：Pseudochromis erdmanni）為鱸形目鱸亞目擬雀鯛科的其中一種，為熱帶海水魚，分布於西太平洋印尼東北部蘇拉威西至巴布亞海域，深度20-66公尺，本魚體延長，鰓蓋後方有一黑色大斑點，眼後方有一藍色的弧狀條紋，背鰭硬棘3枚、背鰭軟條25-27枚、臀鰭硬棘3枚、臀鰭軟條13-14枚，體長可達8.2公分，棲息在礁石區，生活習性不明。

## 擴展閱讀
維基物種上的相關：厄爾氏擬雀鯛